# 열역학 법칙
열역학 법칙은 열역학적 과정에서 열과 일에 관한 법칙이다. 열역학 법칙은 물리학뿐만 아니라 다른 열역학을 이용하는 과학에서 매우 중요하게 다루어 진다. 
열역학에서 열역학적 계를 구성하기 위한 기본적인 물리적 양을 정의하는데 있어 네 가지의 법칙이 있다. 이러한 법칙들은 다양한 조건에서 어떻게 물리적 양들이 변하는지를 설명하거나 영구기관과 같은 특정한 자연현상이 불가능함을 보인다.

## 개요
- 열역학 제0법칙: 만약 두개의 계가 다른 세 번째 계와 열적평형상태에 있으면 이 두개의 계는 반드시 서로에 대해 열적 평형상태이어야 한다는 것이다. 이 법칙은 온도를 정의하는 하나의 방법
{\displaystyle A\sim B\wedge B\sim C\Rightarrow A\sim C}
- 열역학 제1법칙: 고립된 계의 에너지는 일정하다는 것이다. 에너지는 다른 것으로 전환될 수 있지만 생성되거나 파괴될 수는 없다. 열역학적 의미로는 내부에너지의 변화가 공급된 열에 일을 빼준 값과 동일하다는 말이다. 이 법칙은 제1종 영구 기관이 불가능함을 보인다.
{\displaystyle \mathrm {d} U=\delta Q-\delta W\,}
- 열역학 제2법칙: 만약 어떤 고립 계의 엔트로피가 열적 평형 상태에 있지 않다면 엔트로피는 계속 증가해야 한다는 법칙이다. 닫힌 계는 점차 열적평형상태에 도달하도록 변화한다. 즉 엔트로피를 최대화하기 위해 계속 변화한다. 이 법칙은 제2종 영구 기관이 불가능함을 보인다.
{\displaystyle \int {\frac {\delta Q}{T}}\geq 0}
- 열역학 제3법칙: 온도가 0으로 접근하면, 계의 엔트로피가 일정한 값을 가진다는 법칙이다. 
{\displaystyle T\rightarrow 0,S\rightarrow C}

고전적인 열역학 법칙은 계들간의 일과 열의 변환을 설명한다. 열역학에서는 열적 평형 상태에 있는 각 계의 상태에 대해 중점적으로 기술한다. 특히 열적 평형 조건에서는 계를 거시적인 변수로서 쉽게 다룰 수 있다.

## 같이 보기
- 에너지 보존
- 열역학
- 영구 기관
- 온사게르의 상반 법칙: 열역학 제4법칙이라 불리기도 한다.